# Kanał Raduni
Der Kanał Raduni (deutsch Radaunekanal) ist ein Fließgewässer und ehemaliger Mühlkanal in der Woiwodschaft Pommern in Polen. Er versorgte seit dem 14. Jahrhundert die Stadt Danzig mit Trinkwasser und trieb bis 1945 die Große Mühle an.

## Beschreibung und Verlauf
Der Kanał Raduni hat eine Länge von 13,5 Kilometern, davon verlaufen 10,35 Kilometer auf Danziger Stadtgebiet. Er ist fünf bis acht Meter breit und durchschnittlich drei Meter tief. Sein Sohlgefälle liegt bei 0,05 Prozent. Er folgt im Westen dem Hochufer des Urstromtals. Der Damm an seiner Ostseite hat eine Breite der Krone von drei bis fünf Metern und eine Höhe von vier bis fünf Metern. Der Kanał Raduni hat ein Einzugsgebiet 52,9 km². Linke Nebenflüsse von der Danziger Höhe sind Potok Rotmanka, Potok Święty Wojciecha, Potok M2, Potok Maćkowski, Potok M1, Potok Oruński und Potok Siedlecki.
Der Kanal zweigt in Juszkowo (Gischkau) von der Radunia (Radaune) ab. Er führt direkt nach Danzig und trifft im Norden der Stadt Pruszcz Gdański (Praust) wieder auf die Radunia. Beide Gewässer verlaufen parallel (westlich bzw. östlich der Droga krajowa 91) und betreten bei Św. Wojciech (St. Albrecht) das heutige Stadtgebiet. Die Radunia biegt in Ostrożek (Scharfenort) nach Osten zur Mündung bei Krępiec (Krampitz) ab. In Danzig wird der Radaunekanal durch die Altstadt geführt. Nach dem brausenden Wasser mündet er in die  Motława (Mottlau).

## Geschichte
Der erste Kanal wurde 1338 erwähnt. Im Jahr 1356 wurde ein „neuer Mühlenkanal“ bei Ohra geschaffen. Hundert Jahre später werden der „Mühlen-“ und der „Radaunekanal“ erwähnt. Das 1367 erwähnte Wehr von Gischkau regelte den Wasserzufluss. Es wurde einmal im Jahr für zwei bis drei Wochen geschlossen, um die Kanäle vom Schlamm zu reinigen. Der Kanal und seine Zuflüsse verliefen mit Ausnahme der bischöflichen Orte St. Albrecht und Alt-Schottland von Beginn an auf Danziger Gebiet. Nach dem Bau der Festung Danzig überführte ein Aquädukt den Radaunekanal über den Festungsgraben. Im Falle einer Belagerung mit Umleitung des Kanals konnte an der Steinschleuse eine mehrgängige Getreidemühle in Betrieb genommen werden.
Während des Baus der Eisenbahnlinie vom Bahnhof Danzig Legetor (Gdańsk-Brama Nizinna) nach Oliva wurde 1865 eine Brücke über den Kanal gebaut. Später wurde das Wasser des Kanals in einem Düker zum Heumarkt umgeleitet. Ein weiterer Düker verband den Kanal bei Petershagen (Zaroślak) mit dem Festungsgraben (heute Opływ Motławy/„Mottlau-Umfluter“). Beim Schleifen der Festungswälle und Ausbau der Straßen wurde 1901 auch das Aquädukt durch einen Düker ersetzt. In den 1930er Jahren wurden auf dem Kanalbett über drei Kilometer Schienen der Schmalspurbahn von Alt-Schottland (Stare Szkoty) bis zur Stadtgrenze im Süden verlegt. Die Bahn war bis zu den 1950er Jahren in Betrieb, die Schienen wurden 1956 abgebaut.

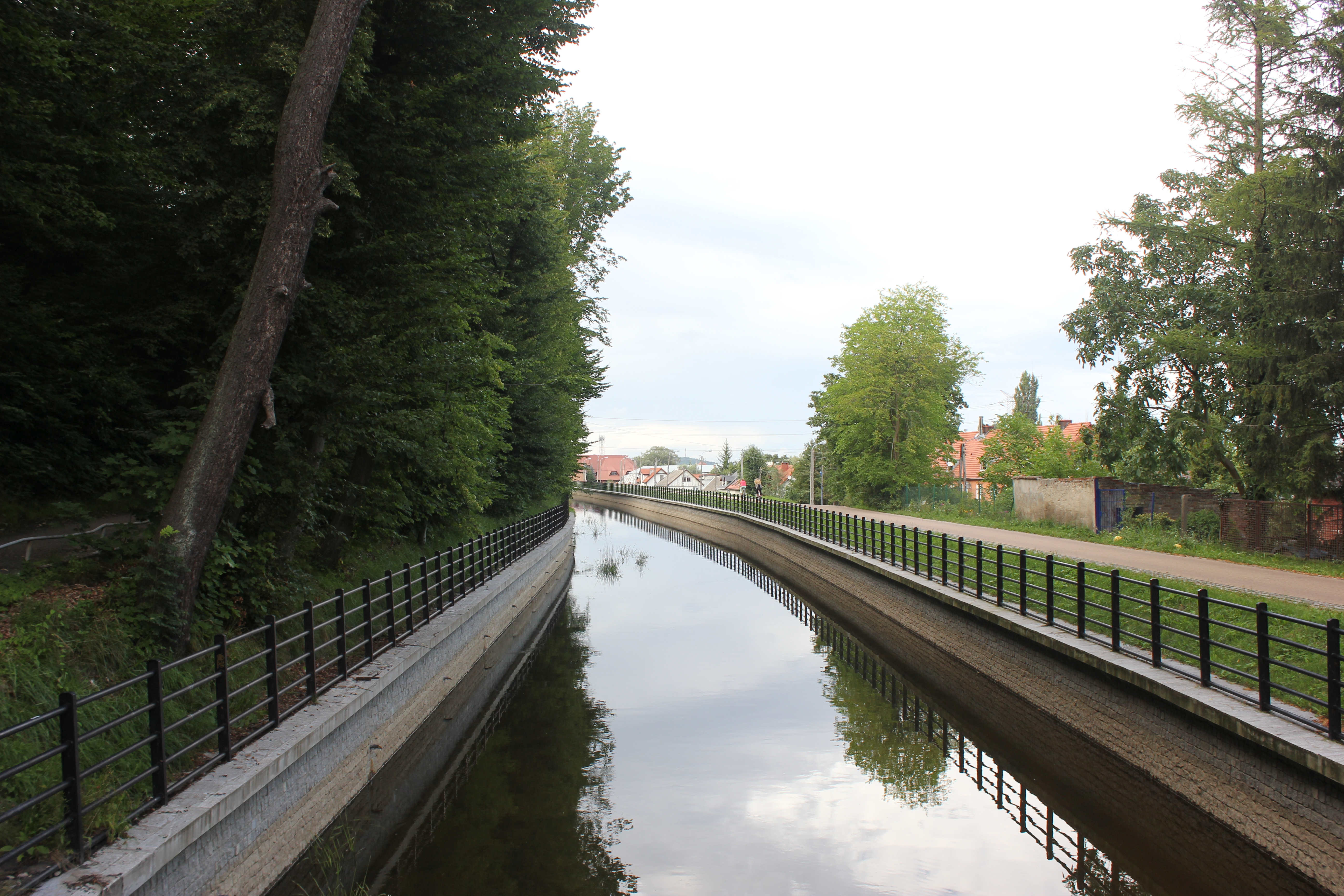
Der ausgebaute Kanal (2016)

Während eines Eisstaus vom 21. bis 22. März 1947 überstieg das Wasser den Damm und überschwemmte Teile von Orunia (Ohra). Bei einem weiteren Hochwasser, verursacht durch starke Regenfälle, brach am 9. Juli 2001 der Damm im Stadtbezirk Orunia an fünf Stellen. Viele Häuser wurden zerstört und 1300 Anwohner zeitweise obdachlos. Neben Sofortmaßnahmen und der Anlage neuer Rückhaltebecken wurde der Danziger Abschnitt des Kanals von August 2011 bis März 2014 auf einer Länge von 7,5 Kilometern ausgebaut und vertieft.
An der Großen Mühle wurde 1965 ein Wehr angelegt, das mit einem zwei Meter hohen Wasserfall den Mühlstau verdeutlicht. Seit der Eröffnung des Einkaufszentrums Forum Gdańsk im Mai 2018 verläuft ein 90 Meter langer Abschnitt des Kanals durch das Zentrum, dazu wurde ein Teil des dort unterirdisch verlaufenden Gewässers umgeleitet.
Unter der Nummer 848 vom 18. Mai 1981 ist der Kanal als Baudenkmal eingetragen.